# Four Mile Lake
Four Mile Lake är en sjö i Kanada.   Den ligger i kommunen Kawartha Lakes och provinsen Ontario, i den sydöstra delen av landet, 250 km väster om huvudstaden Ottawa. Four Mile Lake ligger 267 meter över havet. Arean är 786 kvadratkilometer. Den sträcker sig 6,9 kilometer i nord-sydlig riktning, och 3,0 kilometer i öst-västlig riktning.